# Acraea kigeziensis
Acraea kigeziensis är en fjärilsart som beskrevs av Jackson 1956. Acraea kigeziensis ingår i släktet Acraea och familjen praktfjärilar. Inga underarter finns listade i Catalogue of Life.